# Sinployea youngi
Sinployea youngi foi uma espécie de gastrópodes da família Charopidae.
Foi endémica das Ilhas Cook.